# Clivina montei
Clivina montei es una especie de escarabajo del género Clivina, familia Carabidae. Fue descrita científicamente por Kult en 1959.
Mide aproximadamente 5,5 mm. Se encuentra en Kenia, en el Parque nacional de Tsavo East.